# Stigmina carpophila
Stigmina carpophila är en svampart som först beskrevs av Joseph-Henri Léveillé, och fick sitt nu gällande namn av M.B. Ellis 1959. Stigmina carpophila ingår i släktet Stigmina och familjen Mycosphaerellaceae.   Inga underarter finns listade i Catalogue of Life.

## Bildgalleri

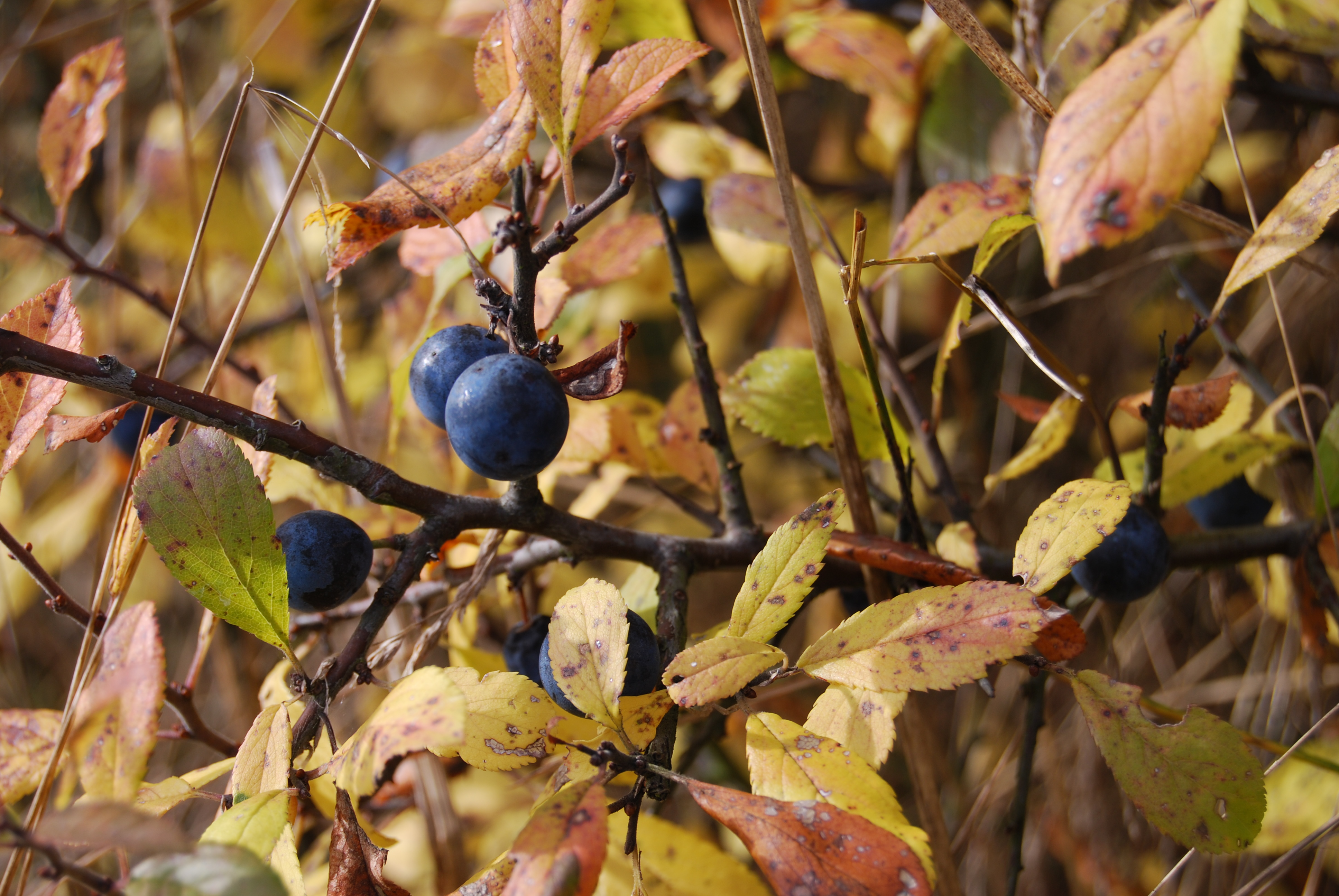
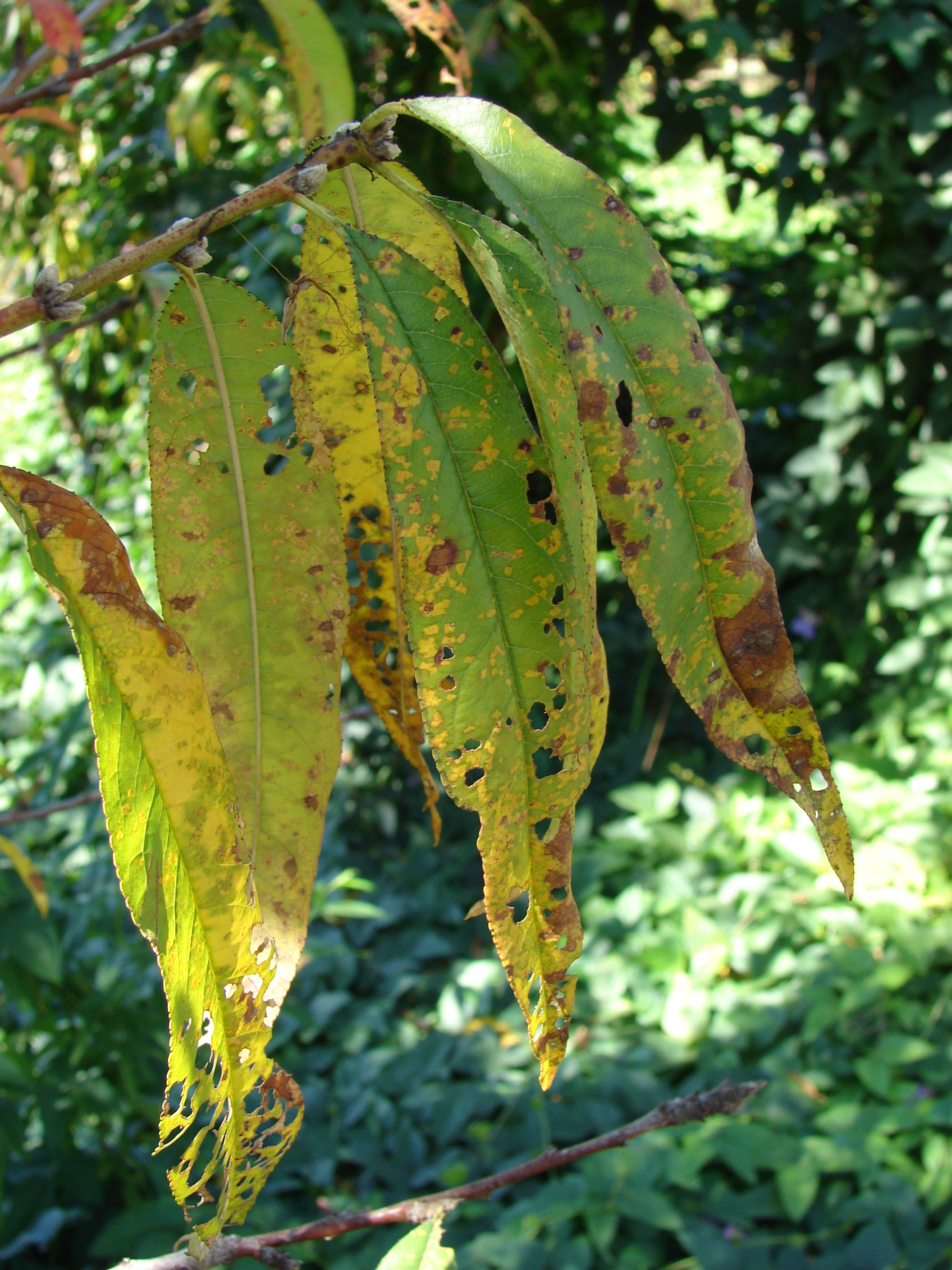
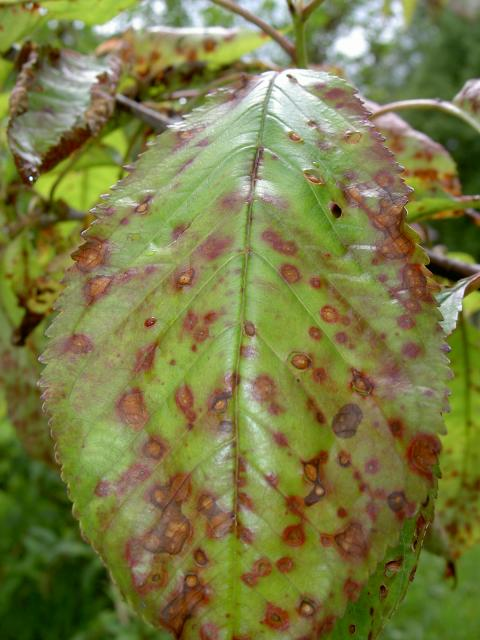